# Shark (série télévisée)
Pour les articles homonymes, voir Shark.
Shark, ou Le Requin au Québec, est une série télévisée américaine en 38 épisodes de 42 minutes créée par Ian Biederman et diffusée du 21 septembre 2006 au 20 mai 2008 sur le réseau CBS et en simultané sur le réseau Global au Canada.
En France, la série est diffusée depuis le 7 octobre 2007 sur Paris Première et depuis le 4 septembre 2008 sur M6, au Québec à partir du 17 octobre 2007 sur Mystère, en Suisse sur TSR1 et TSR2, et en Belgique sur La Une et La Deux.

## Synopsis
Sebastian Stark est un avocat charismatique, très sûr de lui et plein de remords. En effet, un de ses clients, accusé de violence contre sa femme et que Stark venait juste de libérer, a tué ensuite sa femme au sixième jour de sa libération. Malgré ses remords, il décide de prendre la tête d'un cabinet de jeunes procureurs qui s'occuperont des affaires médiatiques.

## Distribution

### Acteurs principaux
- James Woods (VF : Hervé Bellon) : Sebastian Stark, ancien avocat devenu substitut du procureur alias Shark ("requin")
- Danielle Panabaker (VF : Edwige Lemoine) : Julie Stark, fille unique de Sebastien
- Sophina Brown (VF : Hélène Chanson) : Raina Troy, assistante de Stark. Elle a un caractère bien trempé, elle est souvent en conflit avec Stark mais il lui arrive aussi d'être complice lorsqu'il s'agit de manipuler la partie adverse lors d'un procès, par exemple.
- Sarah Carter (VF : Laura Blanc) : Madeleine Poe, assistante de Stark. Très ambitieuse, arrogante, elle aura une relation de courte durée avec son collègue Casey Woodland, au début de la série.
- Jeri Ryan (VF : Malvina Germain) : Jessica Devlin, c'est la supérieure de Stark, elle perd aux élections puis elle est embauchée auprès son ancien employé.
- Henry Simmons (en) (VF : Jean-Paul Pitolin) : Isaac Wright, ancien flic de la brigade des stups, il travaille comme enquêteur privé pour le bureau du procureur il devient le petit ami de Raina (32 épisodes)
- Samuel Page (VF : Damien Ferrette) : Casey Woodland, fils d'un politicien puissant, il quitte l'équipe de Stark pour suivre la carrière de son père (saison 1)
- Alexis Cruz (VF : Paolo Domingo) : Martin Allende. Il sera tué à la fin du onzième épisode, à la suite d'un échange de coups de feu, pour sauver une fillette. (saison 1, épisodes 1 à 11)
- Kevin Alejandro (VF : Renaud Marx) : Danny Reyes, ancien procureur de l'unité anti-mafia a rejoint Stark (saison 2)

### Acteurs récurrents et invités
- Carlos Gómez : Mayor Manuel Delgado (12 épisodes)
- Michael Cotter : Lewis Slocombe (10 épisodes)
- Michael B. Silver : Dan Lauter (4 épisodes)
- Ivar Brogger (en) : Judge Kenneth Woodruff (4 épisodes)
- Billy Campbell : Wayne Callison (les trois épisodes Wayne's World)
- Kevin Pollak (VF : Jacques Bouanich) : Leo Cutler, procureur qui remplace Jessica Devlin (saison 2, 8 épisodes)
- Shaun Sipos (VF : Hervé Grull) : Trevor Boyd, petit ami de Julie (saison 2, 7 épisodes)
- Orla Brady (VF : Marie-Martine Bisson) : Claire Stark (saison 2, 4 épisodes)
- Romy Rosemont : Margaret Pool (saison 1, épisode 1)
- Illeana Douglas : Gloria Dent (saison 1, épisodes 9 et 15)
- Celestino Cornielle : Daniel Moreno (saison 1, épisode 18)

Version française réalisée par la société de doublage Studio SOFI, sous la direction artistique de Blanche Ravalec et Michel Bedetti.
 Source et légende : version française (VF) sur RS Doublage et Doublage Séries Database

## Production
Fin février 2006, Spike Lee est engagé pour réaliser le pilote de la série mettant en vedette James Woods. Le casting se poursuit le mois suivant avec Sarah Carter, Alexis Cruz, Romy Rosemont, Jeri Ryan et Danielle Panabaker.
Le 15 mai 2006, CBS commande la série et annonce deux jours plus tard lors des Upfronts qu'elle sera diffusée les jeudis à 22 h à l'automne.
Le 20 octobre, CBS commande une saison complète de 22 épisodes. Le mois suivant, Illeana Douglas décroche un rôle récurrent. Fin février 2007, Henry Simmons est promu à la distribution principale.
Le 15 mai 2007, la série a été renouvelée pour une deuxième saison, déplacée au dimanche soir. Le 9 juillet, Kevin Alejandro et Kevin Pollak décrochent des rôles. Puis en septembre, Orla Brady reprend le rôle de Claire Stark tenu par Lindsay Frost dans le pilote.
La production est interrompue lors du déclenchement de la grève des scénaristes en novembre 2007, réduisant le nombre d'épisodes à seize. Après plusieurs déplacements, les quatre épisodes restants ont été diffusés à partir du 29 avril. La série ayant perdu la moitié de ses téléspectateurs, CBS a décidé de l'annuler et elle s'est terminée au bout de 38 épisodes.

## Épisodes

### Première saison (2006-2007)
1. L'Étoffe d'un héros (Pilot)
2. Une question de confiance (LAPD Blue)
3. Tous les coups sont permis (Dr Feelbad)
4. Poker menteur (Russo)
5. La Vie est injuste (In the Grasp)
6. L'habit ne fait pas le moine (Fashion Police)
7. Le Vrai coupable (Déjà Vu All Over Again)
8. Jalousie (Love Triangle)
9. Un crime presque parfait (Dial M for Monica)
10. La Belle et la bête (Sins of the Mother)
11. La Colère de Khan (The Wrath of Khan)
12. Mon meilleur ennemi (Wayne's World)
13. L'Art et la Manière (Teacher's Pet)
14. La Fin d'une étoile (Starlet Fever)
15. Œil pour œil (Here Comes the Judge)
16. Sur le fil… (Blind Trust)
17. Retour de flammes (Backfire)
18. Dernière chance (Trial by Fire)
19. Le Sacrifice (Porn Free)
20. Diviser pour conquérir (Fall from Grace)
21. Abus de pouvoir (Strange Bedfellows)
22. Mon meilleur ennemi : Acte II (Wayne's World 2 : Revenge of the Shark)

### Deuxième saison (2007-2008)
Elle a été diffusée à partir du 23 septembre 2007.
1. Comme au cinéma (Gangster Movies)
2. Le Contrat (For Whom the Skel Rolls)
3. Le Prix de la beauté (Eye of the Beholder)
4. La Main du bourreau (Dr Laura)
5. La Loi du plus riche (Student Body)
6. L'Ultime combat (No Holds Barred)
7. Par contumace (In Absentia)
8. Par amour (In the Crosshairs)
9. Il n'y a pas de fumée… (Burning Sensation)
10. Jeu, set et match (Every Breath You Take)
11. Judas (Shaun of the Dead)
12. Au nom de la vérité (Partners in Crime)
13. Rédemption (Bar Fight)
14. Entre le bien et le mal (Leaving Las Vegas)
15. Sans limite (One Hit Wonder)
16. Mon meilleur ennemi : Acte III (Wayne's World 3 : Killer Shark)

## Accueil
Lors de la diffusion de la saison 1, la série a rassemblé quinze millions de téléspectateurs.

## Produits dérivés
Seule la saison 1 est disponible en DVD, l'éditeur ayant fait savoir qu'il ne voulait pas sortir la saison 2.